# Liste der deutschsprachigen Straßennamen in Riga
Die Liste der deutschsprachigen Straßennamen in Riga führt die deutschsprachigen Namen der Straßen der lettischen Hauptstadt Riga auf.
Aufgrund der über Jahrhunderte hinweg in Riga bestehenden Mehrsprachigkeit, in der neben Lettisch und Russisch auch Deutsch eine lange Tradition hat, bestehen für viele Straßen auch deutschsprachige Namen. Sie werden nachfolgend aufgeführt und den lettischen Namen gegenübergestellt.
Zeitweilige Umbenennungen in der Zeit der deutschen Besatzung zwischen 1941 und 1945 und der Zeit der Zugehörigkeit zur Sowjetunion blieben unberücksichtigt. Ältere Bezeichnungen werden in Klammern geführt.

## Verzeichnis der Straßen
| Lettischsprachiger Name       | Deutschsprachiger Name                                |
| ----------------------------- | ----------------------------------------------------- |
| AB dambis                     | AB Damm                                               |
| Ābavas                        | Abaushöfsche Straße                                   |
| Aboļu                         | Apfelstraße                                           |
| Ādažu                         | Aahofsche Straße                                      |
| Ādmiņu                        | Gerberstraße                                          |
| Adolfa                        | Adolfstraße                                           |
| Adulienas                     | Adlehnsche Straße                                     |
| Āgenskalna                    | Hagensberger Straße                                   |
| Ainažu                        | Hainaschestraße                                       |
| Aiviekstes                    | Ewststraße, Tambowsche Straße                         |
| Aizvīķu                       | Aiswickensche Straße                                  |
| Aizupes                       | Asupensche Straße                                     |
| Akas                          | Brunnenstraße                                         |
| Aklā                          | Sackgasse                                             |
| Akmeņu                        | Steinstraße                                           |
| Alberta                       | Albertstraße                                          |
| Alberta laukums               | Albertus-Square                                       |
| Aldaru iekšp.                 | Brauerstraße                                          |
| Aldaru mazā                   | Kleine Brauerstraße                                   |
| Alekša                        | Alexisstraße                                          |
| Alises                        | Alicenstraße                                          |
| Alkšņu                        | Erlenstraße                                           |
| Allažu                        | Allasche Straße                                       |
| Alsungas                      | Altschwangen Straße                                   |
| Altonavas                     | Altonaer Straße                                       |
| Altonavas mazā                | Kleine Altonaer Straße                                |
| Aluksnes                      | Marienburger Straße                                   |
| Aluksnes mazā                 | Kleine Marienburger Straße (Teichstraße)              |
| Amalijas                      | Amalienstraße                                         |
| Amatas                        | Ammatstraße (Brüggestraße)                            |
| Andreja Pumpura               | Andreas-Pumpur-Straße (Andreasstraße)                 |
| Andreja osta                  | Andreashafen                                          |
| Anglikāņu                     | Anglikanische Straße                                  |
| Annas                         | Annenstraße                                           |
| Anniņmuižas                   | Annenhofsche Straße                                   |
| Anniņmuižas I.-VIII. līnija   | Annenhofsche Straße I.-VIII. Linie                    |
| Antonijas                     | Antonienstraße                                        |
| Apes                          | Hoppenhofsche Straße                                  |
| Apguldes                      | Abguldensche Straße                                   |
| Apriķu                        | Apprikensche Straße                                   |
| Āpšu                          | Dachsstraße                                           |
| Aplokciema                    | Aplokzeemsche Straße                                  |
| Aptiekas                      | Apothekerstraße                                       |
| Apuzes                        | Appusensche Straße                                    |
| Arensburgas                   | Arensburger Straße                                    |
| Architektu                    | Architektenstraße                                     |
| Ārlavas                       | Erwahlensche Straße (Albert-Friedsche-Straße)         |
| Arsenala                      | Arsenalstraße                                         |
| Artilerijas                   | Artilleriestraße                                      |
| Asītes                        | Assitensche Straße                                    |
| Aspazijas bulv.               | Aspasia-Boulevard (Theaterboulevard)                  |
| Asteres                       | Asternstraße                                          |
| Atta                          | Ottostraße                                            |
| Atgāzenes                     | Atgasensche Straße                                    |
| Atgriežu                      | Kehrwiedergasse                                       |
| Atlasa                        | Atlasstraße                                           |
| Audēju                        | Weberstraße                                           |
| Augļu                         | Fruchtstraße                                          |
| Augš                          | Obere Straße                                          |
| Augustes                      | Augustenstraße                                        |
| Aurenieku                     | Auermündsche Straße                                   |
| Ausekja                       | Auseklisstraße (Kaisergarten)                         |
| Austruma                      | Oststraße                                             |
| Austuves                      | Webereistraße (Baltische Straße)                      |
| Avotu                         | Sprenkstraße                                          |
| Āzenes                        | Sundstraße (Dagdener Straße)                          |
| Āžu                           | Bockstraße                                            |
| Bādes                         | Baestraße                                             |
| Balasta, mazā                 | Kleine Ballaststraße                                  |
| Balasta, dambis               | Ballastdamm                                           |
| Baldones                      | Baldonsche Straße                                     |
| Baložu                        | Taubenstraße                                          |
| Baltāsmuižas                  | Weissenhofsche Straße                                 |
| Bārbeles                      | Barbernsche Straße                                    |
| Bārddziņu                     | Barbierstraße                                         |
| Bāriņu                        | Waisenstraße                                          |
| Bārtas                        | Bartausche Straße                                     |
| Basu                          | Bassensche Straße                                     |
| Bātas                         | Battensche Straße                                     |
| Baterijas                     | Batteriestraße                                        |
| Bauskas                       | Bauskesche Straße                                     |
| Bauskas mazā                  | Kleine Bauskesche Straße                              |
| Baznīcas                      | Kirchenstraße                                         |
| Bebru                         | Biberstraße                                           |
| Bēnes                         | Behnensche Straße                                     |
| Beņķ sala                     | Benkensholmstraße                                     |
| Bergenes                      | Bergensche Straße                                     |
| Bērzaunes                     | Bersonsche Straße                                     |
| Bērzmuižas                    | Birkenhöfsche Straße                                  |
| Bērzu                         | Birkenstraße                                          |
| Beverinas                     | Bewernsche Straße                                     |
| Bezdelīgu                     | Schwalbenstraße                                       |
| Bezdelīgu mazā                | Kleine Schwalbenstraße                                |
| Bieķensalas                   | Benkensholmsche Straße                                |
| Biešu                         | Rübenstraße                                           |
| Biķernieku                    | Bikkernsche Straße                                    |
| Bikstu                        | Bixtensche Straße                                     |
| Birģelmuižas                  | Bürgelhöfsche Straße                                  |
| Bīskapa                       | Bischofstraße                                         |
| Bīskapa mazā                  | Kleine Bischofstraße                                  |
| Bīskapa gāte                  | Stiftsausfahrt                                        |
| Bišu muiža                    | Bienenhof                                             |
| Bišu                          | Bienenstraße                                          |
| Bišu mazā                     | Kleine Bienenstraße                                   |
| Blaumaņa                      | Blaumanstraße (Newastraße)                            |
| Blīdenes                      | Bliedensche Straße                                    |
| Bolderajas                    | Bolderaer Straße                                      |
| Bolderajas mazā               | Kleine Bolderaer Straße                               |
| Bramberges                    | Brandenberger Straße                                  |
| Bremiešu                      | Bremer Straße                                         |
| Pulkv. Brieža                 | Oberst-Briedis-Straße (I. Weidendamm)                 |
| Briežu                        | Hirschstraße                                          |
| Briņģu                        | Brinkensche Straße                                    |
| Brīvības                      | Freiheitsstraße (Alexanderstraße)                     |
| Brīvības bulvaris             | Freiheitsboulevar (Alexander-Boulevar)                |
| Brīvzemnieka                  | Brihwsemneek (Marien-Mühlen-Straße)                   |
| Brūkleņu                      | Strickbeerenstraße (Dserwensche Straße)               |
| Bruņinieku                    | Ritterstraße                                          |
| Brusu                         | Brussenstraße                                         |
| Bukaišu                       | Fockenhofsche Straße                                  |
| Bukultu                       | Bellenhofsche Straße                                  |
| Buļļu                         | Bullensche Straße                                     |
| Buļļu mazā                    | Kleine Bullensche Straße                              |
| Buršu                         | Burschenstraße                                        |
| Buru                          | Segelstraße                                           |
| Čakstes laukums               | Tschakste-Platz (Schlossplatz)                        |
| Caunes                        | Marderstraße (Fuchsstraße)                            |
| Cementa                       | Zementstraße                                          |
| Cepļa                         | Kalkofenstraße (Ofenstraße)                           |
| Cepļa mazā                    | Kleine Kalkofenstraße (Kleine Ofenstraße)             |
| Ceraukstes                    | Zerausche Straße                                      |
| Cēres                         | Zehrensche Straße                                     |
| Cēsu                          | Wendensche Straße                                     |
| Cesvaines                     | Zeswainsche Straße                                    |
| Cieceres                      | Zeezernsche Straße                                    |
| Ciekurkalns                   | Schreyenbuschstraße                                   |
| Ciekurkalns linijas I. u. II. | Schreyenbuschstraße Linie I. u. II.                   |
| Ciekurkalns šķērslin. 1–9     | Schreyenbuschstraße Querlinie 1–9                     |
| Cietuma                       | Gefängnisstraße                                       |
| Cigoriņu                      | Zichorienstraße                                       |
| Cīravas                       | Zierausche Straße                                     |
| Cīruļu                        | Lerchenstraße                                         |
| Citadeles                     | Zitadellenstraße (Peter-Paul-Straße)                  |
| Codes                         | Zohdensche Straße                                     |
| Čuguna mazā                   | Kleine Tschugunstraße                                 |
| Dagdas                        | Dagdaer Straße (Porchower Straße)                     |
| Dagmaras                      | Dagmarstraße                                          |
| Daibes                        | Daibensche Straße                                     |
| Dancigas                      | Danziger Straße                                       |
| Dandāles                      | Dannentalsche Straße                                  |
| Dārtas                        | Dorotheenstraße                                       |
| Dārza                         | Gartenstraße                                          |
| Dārzauglu                     | Obststraße                                            |
| Daugavgrīvas                  | Dünamündsche Straße                                   |
| Daugavgrīvas seļš             | Dünamündscher Weg                                     |
| Daugavpils                    | Dünaburger Straße                                     |
| Daugulu                       | Daugelnsche Straße                                    |
| Dāvida                        | Davidstraße                                           |
| Dēļu                          | Bretterstraße                                         |
| Demmes                        | Demmensche Straße                                     |
| Depkina                       | Depkinstraße                                          |
| Didrikiles                    | Diedrikilsche Straße                                  |
| Dīķa                          | Teichstraße                                           |
| Dikļu                         | Dickelnsche Straße                                    |
| Dobeles                       | Doblensche Straße                                     |
| Doles                         | Dahlensche Straße                                     |
| Doma laukums                  | Domplatz                                              |
| Drabešu                       | Drobbuschestraße                                      |
| Dreiliņu                      | Dreylingstraße                                        |
| Dricaņu                       | Drizanische Straße (Idetzker Straße)                  |
| Drustumuižas                  | Drostenhofsche Straße                                 |
| Druvas                        | Druweensche Straße                                    |
| Dundagas                      | Dondangensche Straße                                  |
| Duntes                        | Duntenhofsche Straße                                  |
| Dubultu                       | Dubbelnsche Straße                                    |
| Durbes                        | Durbensche Straße                                     |
| Dūres                         | Durensche Straße                                      |
| Dzegužu                       | Kuckuckstraße                                         |
| Dzelzsceļa                    | Eisenbahnstraße                                       |
| Dzērbenes                     | Serbensche Straße                                     |
| Dzērvju                       | Kranischstraße                                        |
| Dzirnavu                      | Mühlenstraße                                          |
| Džūtes                        | Jutestraße                                            |
| Ebeļmuižas                    | Ebelhofsche Straße                                    |
| Ebeļmuižas ceļš               | Ebelhofsche Weg                                       |
| Edoles                        | Edwahlensche Straße                                   |
| Edinburgas                    | Edinburger Straße                                     |
| Edvarda                       | Eduardstraße                                          |
| Eiženijas                     | Eugenienstraße                                        |
| Eksporta                      | Exportstraße                                          |
| Elijas                        | Eliasstraße                                           |
| Elizabetes                    | Elisabethstraße                                       |
| Elviras                       | Elvirenstraße                                         |
| Embūtes                       | Ambotensche Straße                                    |
| Emmas                         | Emmastraße                                            |
| Engures                       | Angernsche Straße                                     |
| Enkura                        | Ankerstraße                                           |
| Erģeļu                        | Orgelstraße                                           |
| Ergļu                         | Adlerstraße                                           |
| Ernestines                    | Ernestinenstraße                                      |
| Erteļa                        | Ertellstraße                                          |
| Ezera                         | Seestraße                                             |
| Ezermalas                     | Seeuferstraße (Wasastraße)                            |
| Ežu                           | Igelstraße                                            |
| Fabrikantu                    | Fabrikantenstraße                                     |
| Feniksa                       | Phönixstraße                                          |
| Fridriķa                      | Friedrichstraße                                       |
| Fürekera                      | Fürekerstraße (Lüneburger Straße)                     |
| Gabrieļa                      | Gabrielstraße                                         |
| Gaiziņa                       | Gaisingstraße (Susdaler Straße)                       |
| Ganibu dambis                 | Weidendamm (II. Weidendamm)                           |
| Ganu                          | Hirtenstraße                                          |
| Garā                          | Lange Straße                                          |
| Garozes                       | Garrosensche Straße                                   |
| Gaujas                        | Aastraße                                              |
| Gaujienas                     | Adselsche Straße                                      |
| Gerdrudes                     | Gertrudstraße                                         |
| Gildes                        | Gildstubenstraße                                      |
| Gimnastikas                   | Gymnastikstraße                                       |
| Gipšu                         | Gipsstraße                                            |
| Gleznotāju                    | Malerstraße                                           |
| Glūdas                        | Friedrichshofsche Straße (Donsche Straße)             |
| Glüka                         | Glückstraße (Wismarsche Straße)                       |
| Gogoļa                        | Gogolstraße                                           |
| Grants                        | Grandstraße                                           |
| Graudu                        | Kornstraße                                            |
| Grāvesmuižas                  | Grawenhöfsche Straße                                  |
| Grebenščikova                 | Grebenschtschikowstraße                               |
| Grēcinieku                    | Sünderstraße                                          |
| Grēcinieku mazā               | Kleine Sünderstraße                                   |
| Grēdu                         | Stapelstraße                                          |
| Gregora                       | Gregorstraße                                          |
| Griezes                       | Grösensche Straße                                     |
| Grīvas                        | Griwasche Straße                                      |
| Grobiņas                      | Grobinsche Straße                                     |
| Grodņas                       | Grodnosche Straße                                     |
| Grotes                        | Grotenstraße                                          |
| Gulbenes                      | Gulbensche Straße                                     |
| Gulbju                        | Schwanenstraße                                        |
| Gulšņu                        | Schwellenstraße                                       |
| Gumijas                       | Gummistraße                                           |
| Gustava                       | Gustavstraße                                          |
| Gutenberga                    | Gutenbergstraße                                       |
| Hamaņa                        | Hamannstraße                                          |
| Hamburgas                     | Hamburger Straße                                      |
| Hanzas                        | Hansastraße                                           |
| Hanzas laukums                | Hansaplatz                                            |
| Hapsalas                      | Hapsaler Straße                                       |
| Harasa                        | Harrasstraße                                          |
| Herdera laukums               | Herderplatz                                           |
| Hermaņa                       | Hermannstraße                                         |
| Holsta muižas                 | Holstenhöfsche Straße                                 |
| Hospitaļa                     | Hospitalstraße                                        |
| Huzaru                        | Husarenstraße                                         |
| Iecavas                       | Eckausche Straße                                      |
| Ieredņu                       | Beamtenstraße                                         |
| Ieroču                        | Waffenstraße                                          |
| Ilkena                        | Hilchenstraße                                         |
| Imantas                       | Imantastraße                                          |
| Indriķa                       | Heinrichstraße                                        |
| Indrupes                      | Indrupstraße (Litausche Straße)                       |
| Induļa                        | Feldhuhnstraße                                        |
| Invalīdu                      | Invalidenstraße                                       |
| Inženieru                     | Ingenieurstraße                                       |
| Īrbesmuižas                   | Irbensche Straße (in Lindesruh)                       |
| Irbenes                       | Irbensche Straße                                      |
| Irlavas                       | Irmlausche Straße                                     |
| Īsā                           | Kurzestraße                                           |
| Īves                          | Iwensche Straße                                       |
| Jachtkluba                    | Yachtklubstraße (Samsonstraße)                        |
| Jāņa                          | Johannisstraße                                        |
| Jāņa sēta                     | Johannishof                                           |
| Jaunāsmuižas                  | Neuhofsche Straße                                     |
| Jaunāmuiža I. u. II linija    | Neuhofstraße I. u. II. Linie                          |
| Jaunavu                       | Jungfernstraße                                        |
| Jaunavu mazā                  | Kleine Jungfernstraße                                 |
| Jauniela                      | Neustraße                                             |
| Jauniela mazā                 | Kleine Neustraße                                      |
| Jaunmoku                      | Neu-Mockensche Straße                                 |
| Jaunpils                      | Neuenburgsche Straße                                  |
| Jaunsaules                    | Rahdensche Straße                                     |
| Jēkaba                        | Jakobstraße                                           |
| Jēkaba mazā                   | Kleine Jakobstraße                                    |
| Jēkaba laukums                | Jakobsplatz                                           |
| Jēkabpils                     | Jakobstädtsche Straße                                 |
| Vecā Jelgavas                 | Alte Mitauer Straße                                   |
| Jelgavas šoseja               | Mitauer Chaussee                                      |
| Jēzus baznīcas                | Jesuskirchenstraße                                    |
| Julija                        | Juliusstraße                                          |
| Jumpravas krastmala           | Jungferholmsches Ufer (Friedrichsholmsches Ufer)      |
| Jura Alunana                  | Juris-Alunan-Straße (Georgenstraße)                   |
| Kabiles                       | Kabillensche Straße                                   |
| Kadiķu                        | Wacholderstraße                                       |
| Kaiju                         | Möwenstraße                                           |
| Kaiju mazā                    | Kleine Möwenstraße                                    |
| Kaķasēkļadambis               | Katkesekeldamm                                        |
| Kaktu                         | Winkelstraße                                          |
| Kalēju                        | Schmiedestraße                                        |
| Kalēju mazā                   | Kleine Schmiedestraße                                 |
| Kaļķu                         | Kalkstraße                                            |
| Kalkunes                      | Kalkunensche Straße                                   |
| Kalna                         | Bergstraße                                            |
| Kalna mazā                    | Kleine Bergstraße                                     |
| Kalncjema                     | Kalnezeemsche Straße                                  |
| Kalnmuižas                    | Berghöfsche Straße                                    |
| Kalpaka bulvaris              | Kalpak-Boulevard (Todleben-Boulevard)                 |
| Kalvenes                      | Kalwensche Straße                                     |
| Kandavas                      | Kandauer Straße                                       |
| Kandavas mazā                 | Kleine Kandauer Straße                                |
| Kantora                       | Kontorstraße                                          |
| Kapseļu                       | Kapselstraße                                          |
| Kapu                          | Kirchhofstraße                                        |
| Kareivju                      | Kriegerstraße (Offiziersstraße)                       |
| Kārļa                         | Karlstraße                                            |
| Karlīnes                      | Karolinenstraße                                       |
| Karogu                        | Flaggenstraße                                         |
| Kartupeļu                     | Kartoffelstraße                                       |
| Kastranes                     | Kastransche Straße                                    |
| Katoļu                        | Katholische Straße                                    |
| Katoļu gāte                   | Katholische Ausfahrt                                  |
| Katrinas                      | Katharinenstraße                                      |
| Katrinas dambis               | Katharinen-Damm                                       |
| Kauguru                       | Kaugernsche Straße                                    |
| Kaukaza                       | Kaukasische Straße                                    |
| Kauņas                        | Kownosche Straße                                      |
| Kazāku                        | Kosakenstraße                                         |
| Kazarmu                       | Kasernenstraße                                        |
| Ķekavas                       | Keckausche Straße                                     |
| Ķemerejas                     | Kämmereistraße                                        |
| Ķemeru                        | Kemmernsche Straße                                    |
| Ķengaraga                     | Kengeragsche Straße (Kischinewsche Straße)            |
| Ķengaraga mazā                | Kleine Kengeragsche Straße (Woronesher Straße)        |
| Ķēniņu                        | Königstraße                                           |
| Ķēniņu mazā                   | Kleine Königstraße                                    |
| Ķiegeļu                       | Ziegelstraße                                          |
| Ķijevas                       | Kiewsche Straße                                       |
| Ķīpsalas                      | Kiepenholmsche Straße (Oeseler Straße)                |
| Ķīšezera                      | Stintseestraße (Plettenbergstraße)                    |
| Ķivuļu                        | Zeisigstraße                                          |
| Kļavu                         | Ahornstraße (Lindenstraße)                            |
| Klijānu                       | Falkenstraße                                          |
| Klijānu mazā                  | Kleine Falkenstraße                                   |
| Klingera                      | Klingerstraße                                         |
| Klīvera                       | Klüverstraße                                          |
| Klīversalas krasts            | Klüverholmsches Ufer                                  |
| Klusā                         | Stille Straße (Stintseestraße)                        |
| Kojsalas                      | Kojenholmsche Straße                                  |
| Kokneses prospekts            | Kokenhusener Prospekt (Kettler-Prospekt)              |
| Koku                          | Baumstraße                                            |
| Konkordijas                   | Konkordiastraße                                       |
| Konrada                       | Konradstraße                                          |
| Konzula                       | Konsulstraße                                          |
| Kooperativa                   | Kooperativstraße                                      |
| Koplavas                      | Bornsche Straße                                       |
| Kostromas                     | Kostromasche Straße                                   |
| Krāmera                       | Kramerstraße                                          |
| Krāsotaju                     | Färberstraße                                          |
| Krasta                        | Uferstraße                                            |
| Krasta mazā                   | Kleine Uferstraße                                     |
| Kreslera                      | Kresslerstraße                                        |
| Kridenera dambis              | Krüdeners Damm                                        |
| Krievu                        | Reussische Straße                                     |
| Krimuldas                     | Kremonsche Straße                                     |
| Kristapa                      | Christophstraße                                       |
| Krišjāņa Barona               | Krischjan-Baron-Straße (Suworowstraße)                |
| Krogu                         | Krugstraße                                            |
| Kroņu                         | Kronenstraße                                          |
| Kronvalda bulvāris            | Kronwald-Boulevard (Puschkin-Boulevard)               |
| Krūmu                         | Strauchstraße (auf Hasenholm)                         |
| Krūmu                         | Strauchstraße (Klein Dammenhof)                       |
| Krūmu mazā                    | Kleine Strauchstraße                                  |
| Krusta                        | Kreuzstraße                                           |
| Krūtes                        | Krutensche Straße                                     |
| Krūzmuižas                    | Krusenhofsche Straße                                  |
| Kūdras                        | Torfstraße                                            |
| Kuģu                          | Schiffstraße                                          |
| Kuksermuižas                  | Kuckershöfsche Straße (Launekalnsche Straße)          |
| Kukšu                         | Kuckscher Straße                                      |
| Kuldigas                      | Goldinger Straße                                      |
| Kuldigas mazā                 | Kleine Goldinger Straße                               |
| Kungu                         | Herrenstraße                                          |
| Kurmāles                      | Kurmahlensche Straße                                  |
| Kurmanova                     | Kurmanowstraße                                        |
| Kurmenes                      | Kurmensche Straße                                     |
| Kurmju                        | Maulwurfstraße                                        |
| Kurpnieku                     | Schuhmacherstraße                                     |
| Kursišu                       | Kursitensche Straße                                   |
| Kuznecova                     | Kusnezowsche Straße (Slavenstraße)                    |
| Laboratorijas                 | Laboratoriumstraße                                    |
| Lāčplēša                      | Bärentöterstraße (Romanowstraße)                      |
| Lāčplēša mazā                 | Kleine Bärentöterstraße (Kleine Romanowstraße)        |
| Lāču                          | Bärenstraße                                           |
| Lāču mazā                     | Kleine Bärenstraße                                    |
| Lāčumuižas                    | Bärenhofsche Straße                                   |
| Laidzes                       | Laidsensche Straße                                    |
| Laipu                         | Steg                                                  |
| Laivu                         | Kahnstraße                                            |
| Lakstigalas                   | Nachtigallenstraße                                    |
| Laktas                        | Ambosstraße                                           |
| Lāpstu                        | Spatenstraße                                          |
| Lapsu                         | Fuchsstraße                                           |
| Lapu                          | Laubstraße                                            |
| Lauku                         | Feldstraße                                            |
| Lauteres                      | Lauternsche Straße                                    |
| Lavizes                       | Louisenstraße                                         |
| Lazaretes                     | Lazarettstraße                                        |
| Lazdones                      | Lasdohnsche Straße (Twersche Straße)                  |
| Lejas                         | Talstraße                                             |
| Lenca                         | Lenzstraße                                            |
| Leprozorijas                  | Leprosoriumstraße                                     |
| Ļermontova                    | Lermontowstraße                                       |
| Lestenes                      | Lestensche Straße                                     |
| Lībiešu                       | Lübecker Straße                                       |
| Lībiešu sala                  | Lübecksholmstraße                                     |
| Līča                          | Buchtstraße                                           |
| Līdaku                        | Hechtstraße (Lassensche Straße)                       |
| Līdera                        | Lidernsche Straße                                     |
| Lielasmuižas                  | Essenhöfsche Straße                                   |
| Lielezeres                    | Essernsche Straße                                     |
| Lielgabalu                    | Kanonenstraße                                         |
| Lienes                        | Helenenstraße                                         |
| Liepājas                      | Libausche Straße                                      |
| Liepmuižas                    | Lindenhofsche Straße                                  |
| Liepupes                      | Pernigelsche Straße                                   |
| Līgatnes                      | Ligater Straße (Gosslarer Straße)                     |
| Liksnas                       | Lixnasche Straße (Poltawasche Straße)                 |
| Lilijas                       | Lilienstraße (Emmastraße)                             |
| Limbažu                       | Lemsalsche Straße                                     |
| Linijas                       | Linienstraße                                          |
| Līvanu                        | Livenhofsche Straße (Pensaer Straße)                  |
| Līves                         | Livenstraße (Dühnhofsche Straße)                      |
| Loču                          | Lootsenstraße                                         |
| Lopkautuves                   | Schlachthausstraße                                    |
| Lubānas                       | Lubahnsche Straße                                     |
| Lubānas Mazā                  | Kleine Lubahnsche Straße                              |
| Lubzeres                      | Lubessernsche Straße                                  |
| Ludviķa                       | Ludwigstraße                                          |
| Ludzas                        | Ludsensche Straße                                     |
| Lukasa                        | Lukasstraße                                           |
| Lutriņu                       | Luttringensche Straße                                 |
| Maija                         | Maistraße                                             |
| Maiznicas                     | Bäckereistraße                                        |
| Maiznieku                     | Bäckerstraße                                          |
| Majoru                        | Majorenhöfsche Straße                                 |
| Makša                         | Maxenstraße                                           |
| Maleju                        | Malejustraße (Shitomirsche Straße)                    |
| Malkas                        | Holzstraße                                            |
| Mālpils                       | Lemburgsche Straße                                    |
| Mālu                          | Lehmstraße                                            |
| Margrietas                    | Margaretenstraße                                      |
| Marijas                       | Marienstraße                                          |
| Markusa                       | Markusstraße                                          |
| Mārstaļu                      | Marstallstraße                                        |
| Martas                        | Marthastraße                                          |
| Mārtiņa                       | Martinstraße                                          |
| Martiņmuižas                  | Martinshöfsche Straße                                 |
| Mārupes                       | Marienmühlenstraße (Kurische Straße)                  |
| Maskavas                      | Moskauer Straße                                       |
| Maskavas mazā                 | Kleine Moskauer Straße                                |
| Mastu                         | Mastenstraße                                          |
| Mašinu                        | Maschinenstraße                                       |
| Matiša                        | Matthäistraße (Löwenstraße)                           |
| Matiša mazā                   | Kleine Matthäistraße                                  |
| Matrožu                       | Matrosenstraße                                        |
| Mednieku                      | Jägerstraße                                           |
| Medņu                         | Auerhahnstraße                                        |
| Medus                         | Honigstraße                                           |
| Medus mazā                    | Kleine Honigstraße                                    |
| Meierovica bulv               | Meierowitz-Boul. (Bastei-Boul.)                       |
| Meistaru                      | Meisterstraße                                         |
| Melitas                       | Melittastraße                                         |
| Melngalvju                    | Schwarzhäupterstraße                                  |
| Mēmeles                       | Memeler Straße                                        |
| Merķeļa                       | Merkelstraße (Pauluccistraße)                         |
| Meža                          | Waldstraße                                            |
| Meža parks                    | Waldpark (Kaiserwald)                                 |
| Meža prospekts                | Waldprospekt (Kaiser-Prospekt)                        |
| Mežotnes                      | Mesohtensche Straße                                   |
| Miera                         | Friedenstraße                                         |
| Miesnieku                     | Küterstraße                                           |
| Miesnieku mazā                | Kleine Küterstraße                                    |
| Miķeļa                        | Michaelstraße                                         |
| Mikus                         | Michaelstraße (in Champêtre)                          |
| Milgrāvja                     | Mühlgrabensche Straße                                 |
| Milgrāvja ceļš                | Mühlgrabensche Weg                                    |
| Minsterejas                   | Münstereistraße                                       |
| Minsterejas mazā              | Kleine Münstereistraße                                |
| Monetu                        | Münzstraße                                            |
| Monetu mazā                   | Kleine Münzstraße                                     |
| Morica                        | Moritzstraße                                          |
| Mucnieku                      | Böttcherstraße                                        |
| Muitas                        | Zollstraße                                            |
| Muižas                        | Hofesstraße                                           |
| Mūksalas                      | Muckenholmsche Straße                                 |
| Mūkupurva                     | Mönchmoor                                             |
| Mūku                          | Mönchstraße                                           |
| Mūrnieku                      | Maurerstraße                                          |
| Nabes                         | Nabbensche Straße                                     |
| Narvas                        | Narwasche Straße                                      |
| Neibades                      | Neubadstraße                                          |
| Natalijas                     | Natalienstraße                                        |
| Neļķu                         | Nelkenstraße                                          |
| Noliktavas                    | Packhausstraße                                        |
| Nometņu                       | Lagerstraße                                           |
| Nometņu mazā                  | Kleine Lagerstraße                                    |
| Nordeķu                       | Nordeckshöfsche Straße                                |
| Nummurmuižas                  | Nummershöfsche Straße                                 |
| Ogļu                          | Kohlenstraße                                          |
| Ogres                         | Ogerstraße                                            |
| Olaines                       | Olaische Straße                                       |
| Olgas                         | Olgastraße                                            |
| Olīvu                         | Olivenstraße                                          |
| Ormaņu                        | Fuhrmannstraße                                        |
| Oskara                        | Oskarstraße                                           |
| Ostas                         | Hafenstraße                                           |
| Ozolmuižas                    | Lappiersche Straße                                    |
| Ozolu                         | Eichenstraße                                          |
| Ozolu mazā                    | Kleine Eichenstraße                                   |
| Palangas                      | Polangensche Straße                                   |
| Palasta                       | Palaisstraße                                          |
| Palīdzības                    | Hilfsstraße                                           |
| Palisadu                      | Palissadenstraße                                      |
| Palisadu mazā                 | Kleine Palissadenstraße                               |
| Palmu                         | Palmstraße                                            |
| Paltmales                     | Paltemalsche Straße (Nurmhusensche Straße)            |
| Parka                         | Parkstraße                                            |
| Pasta                         | Poststraße                                            |
| Pastendes                     | Postendensche Straße                                  |
| Patversmes                    | Asylstraße                                            |
| Peitava                       | Peitaustraße                                          |
| Peitava mazā                  | Kleine Peitaustraße                                   |
| Peldu                         | Schwimmstraße                                         |
| Peldu mazā                    | Kleine Schwimmstraße                                  |
| Pernavas                      | Pernauer Straße                                       |
| Pērses                        | Persestraße (Kleine Newastraße)                       |
| Pēterbaznīcas                 | Petrikirchenstraße                                    |
| Pēterbaznīcas mazā            | Kleine Petrikirchenstraße                             |
| Pēterbaznīcas lauk.           | Petrifriedhof                                         |
| Pētermuižas                   | Peterhofsche Straße (in Champêtre)                    |
| Pētermuižas                   | Peterhofsche Straße                                   |
| Pētersalas                    | Peterholmsche Straße                                  |
| Pēterupes                     | Peterskapellsche Straße (Tilsiter Straße)             |
| Piena                         | Milchstraße                                           |
| Piena mazā                    | Kleine Milchstraße                                    |
| Pils                          | Schlossstraße                                         |
| Pils mazā                     | Kleine Schlossstraße                                  |
| Pilsoņu                       | Bürgerstraße                                          |
| Piltenes                      | Piltensche Straße                                     |
| Pīļu                          | Entenstraße                                           |
| Pīļumuižas                    | Pielenhofsche Straße                                  |
| Piņķu                         | Pinkenhofsche Straße                                  |
| Pionieru                      | Pionierstraße                                         |
| Pirts                         | Badstubenstraße                                       |
| Planku                        | Plankenstraße                                         |
| Pļavas                        | Wiesenstraße                                          |
| Pleskodāles                   | Pleskodahlsche Straße                                 |
| Plieņciema                    | Plöhnensche Straße                                    |
| Pleskavas                     | Pleskauer Straße                                      |
| Podraga                       | Poderaaer Straße                                      |
| Pokrova                       | Pokrowstraße                                          |
| Polockas                      | Polotzker Straße                                      |
| Popova                        | Popowstraße                                           |
| Pragas                        | Prager Straße                                         |
| Priedkalna                    | Preedkalnstraße (Behnensche Straße)                   |
| Priedaines                    | Kiefernhaltstraße                                     |
| Priežu                        | Kiefernstraße                                         |
| Progresa                      | Progressstraße                                        |
| Promenades                    | Promenadenstraße                                      |
| Pūces                         | Eulenstraße                                           |
| Puķu                          | Blumenstraße                                          |
| Pulka                         | Regimentstraße                                        |
| Pupu                          | Bohnenstraße                                          |
| Pūres                         | Purensche Straße                                      |
| Purva                         | Moorstraße                                            |
| Purvaciema                    | Moordorfsche Straße                                   |
| Puškina                       | Puschkinstraße (Smolensker Straße)                    |
| Putnu                         | Vogelstraße                                           |
| Radio                         | Radiostraße                                           |
| Raiņa bulvars                 | Rainis-Boul. (Thronfolger-Boul.)                      |
| Raņķa dambis                  | Rancksdamm                                            |
| Rāts laukums                  | Rathausplatz                                          |
| Raudes                        | Raudensche Straße                                     |
| Raunas                        | Ronneburger Straße                                    |
| Reformatu                     | Reformierte Straße                                    |
| Reimersa                      | Reimersstraße                                         |
| Reimermuižas                  | Reimershöfsche Straße                                 |
| Remberges                     | Ringenbergsche Straße                                 |
| Remtasmuižas                  | Remtenhöfsche Straße (Lambertstraße)                  |
| Remtes                        | Remptensche Straße                                    |
| Rendas                        | Rönnensche Straße                                     |
| Reņģes                        | Ringensche Straße                                     |
| Rēveles                       | Revaler Straße                                        |
| Rēznas                        | Rjasansche Straße                                     |
| Rīdzenes                      | Riesingstraße                                         |
| Riekstu                       | Nussstraße                                            |
| Riepnieku                     | Reeperstraße                                          |
| Riharda Vāgnera               | Richard-Wagner-Straße                                 |
| Rikšotaju                     | Traberstraße                                          |
| Rindzeles                     | Rindselnsche                                          |
| Rītupes                       | Ritupestraße (Estenstraße)                            |
| Robežu                        | Grenzstraße                                           |
| Rodenburga                    | Rodenburgsche Straße                                  |
| Roņsalas                      | Runöer Straße                                         |
| Ropažu                        | Rodenpoissche Straße                                  |
| Ropažu mazā                   | Kleine Rodenpoissche Straße                           |
| Rozena                        | Rosenstraße                                           |
| Rucavas                       | Rutzausche Straße                                     |
| Rudolfa                       | Rudolfstraße                                          |
| Rujienas                      | Rujensche Straße                                      |
| Rumpmuižas                    | Rumpenhöfsche Straße                                  |
| Rundales                      | Ruhentaler Straße                                     |
| Rūpniecības                   | Industriestraße                                       |
| Rusova                        | Russowstraße                                          |
| Sabiles                       | Zabelnsche Straße                                     |
| Sadovnikova                   | Sadownikowstraße                                      |
| Saeimas laukums               | Saeimplatz (Klosterplatz)                             |
| Saikavas                      | Friedrichswaldsche Straße (Wjasmasche Straße)         |
| Sakaru                        | Verbindungsstraße (Vorburg)                           |
| Salaces                       | Salisburgsche Straße (Livenstraße)                    |
| Salamandra                    | Salamanderstraße                                      |
| Salas                         | Holmstraße                                            |
| Salas mazā                    | Kleine Holmstraße                                     |
| Saldus                        | Frauenburgsche Straße                                 |
| Samarina                      | Samarinstraße (Saratowsche Straße)                    |
| Sapieru                       | Sappeurstraße                                         |
| Sarkanā                       | Rote Straße                                           |
| Sasmakas                      | Sassmackener Straße                                   |
| Satiksmes                     | Kommunikationsstraße                                  |
| Saukas                        | Sauckensche Straße                                    |
| Sējas                         | Zegensche Straße                                      |
| Sēlpils                       | Selburgsche Straße                                    |
| Sergeja                       | Sergeistraße                                          |
| Sermuliņa                     | Hermelingshöfsche Straße                              |
| Sesavas                       | Sessausche Straße                                     |
| Sesku                         | Iltisstraße                                           |
| Sesku mazā                    | Kleine Iltisstraße                                    |
| Sētas                         | Zaunstraße                                            |
| Siena                         | Heustraße                                             |
| Siguldas prospekts            | Segewolder Prospekt (Nowgorodscher Prospekt)          |
| Siļķu                         | Heringsstraße                                         |
| Sīmaņa                        | Simonstraße                                           |
| Sipeles                       | Zipelhofsche Straße                                   |
| Skanstes                      | Schanzenstraße                                        |
| Skārņu                        | Scharrenstraße                                        |
| Skārņu mazā                   | Kleiner Scharren                                      |
| Skodas                        | Schodensche Straße                                    |
| Skolas                        | Schulenstraße (m. Schulenstraße 3)                    |
| Skolas mazā                   | Kleine Schulenstraße                                  |
| Skrīveru                      | Schreiberstraße                                       |
| Skrundas                      | Schrundensche Straße                                  |
| Skultes                       | Adiamündsche Straße                                   |
| Sliežu                        | Schienenstraße                                        |
| Slokas                        | Schlocksche Straße                                    |
| Smārdes                       | Schmardensche Straße                                  |
| Smilšu                        | Sandstraße                                            |
| Smilšu mazā                   | Kleine Sandstraße                                     |
| Sofijas                       | Sophienstraße                                         |
| Spāres                        | Spahrensche Straße                                    |
| Sparģelu                      | Spargelstraße                                         |
| Spārnu                        | Flügelstraße                                          |
| Spārnu mazā                   | Kleine Flügelstraße                                   |
| Speķa                         | Speckstraße                                           |
| Spīķeru                       | Ambarenstraße                                         |
| Spirgus                       | Spirgensche Straße                                    |
| Sporta                        | Sportstraße                                           |
| Stabu                         | Säulenstraße                                          |
| Staburaga                     | Stabbensche Straße                                    |
| Stacijas                      | Stationsstraße                                        |
| Stacijas mazā                 | Kleine Stationsstraße                                 |
| Stalgenes                     | Stalgensche Straße                                    |
| Staļļu                        | Stallstraße                                           |
| Stāvā                         | Steilstraße                                           |
| Stendera                      | Stender Straße (Kölner Straße)                        |
| Stendes                       | Stendensche Straße                                    |
| Stērstu                       | Drosselstraße                                         |
| Stetinas                      | Stettiner Straße                                      |
| Stienes                       | Ruhternsche Straße                                    |
| Stiklu                        | Glasstraße                                            |
| Stokholmas                    | Stockholmer Straße                                    |
| Stopiņu                       | Stopiushofsche Straße (Stubbenseesche Straße)         |
| Strauta                       | Bachstraße                                            |
| Strazdu                       | Starstraße                                            |
| Strazdumuižas                 | Strasdenhofsche                                       |
| Strēlnieku                    | Schützenstraße                                        |
| Strūgu                        | Strusenstraße                                         |
| Struktora                     | Struktorstraße                                        |
| Struteles                     | Struttelnsche Straße (Stresowstraße)                  |
| Subatas                       | Subbathsche Straße                                    |
| Sūnu                          | Moosstraße                                            |
| Svaru                         | Waagestraße                                           |
| Svaru mazā                    | Kleine Waagestraße                                    |
| Svērtuves                     | Schalstraße                                           |
| Sv. Gara Konvents             | Konv. z. Heil. Geist                                  |
| Svētceļnieku                  | Pilgerstraße                                          |
| Šampētera                     | Champêtresche Straße                                  |
| Šarlotes                      | Charlottenstraße                                      |
| Šauļu                         | Schaulensche Straße                                   |
| Šaurā                         | Schmale Straße                                        |
| Šķērs                         | Querstraße                                            |
| Šķērs mazā                    | Kleine Querstraße                                     |
| Šķirotavas                    | Rangierstraße (Wjatkasche Straße, Wologdasche Straße) |
| Šķūņu                         | Scheunenstraße                                        |
| Šmita                         | Schmidtstraße                                         |
| Šoneru                        | Schonerstraße                                         |
| Šulcmuižas                    | Schulzenhöfsche Straße                                |
| Švarcmuižas                   | Schwarzenhöfsche Straße                               |
| Talavas                       | Talavenstraße                                         |
| Talsu                         | Talsensche Straße                                     |
| Tammasmuižas                  | Dammenhofsche Straße                                  |
| Tammasmuižas mazā             | Kleine Dammenhofsche Straße                           |
| Tammasmuižas mazā I. linija   | Kleine Dammenhofsche Straße, I. Linie                 |
| Tammasmuižas mazā II. linija  | Kleine Dammenhofsche Straße, II. Linie                |
| Tapešu                        | Tapetenstraße                                         |
| Teatra                        | Theaterstraße                                         |
| Tējas                         | Teestraße                                             |
| Telts                         | Zeltstraße                                            |
| Tempļa                        | Tempelstraße                                          |
| Tēraudlietuves                | Stahlgiessereistraße                                  |
| Tērbatas                      | Dorpater Straße                                       |
| Terezes                       | Theresenstraße                                        |
| Tēriņu                        | Theringer Straße                                      |
| Teteru                        | Birkhahnstraße                                        |
| Tīklu                         | Netzstraße                                            |
| Tīlavas                       | Tilausche Straße                                      |
| Tilta                         | Brückenstraße                                         |
| Timoteja                      | Timotheusstraße                                       |
| Tirgoņu                       | Kaufstraße                                            |
| Tirgus                        | Marktstraße                                           |
| Tīruma                        | Ackerstraße                                           |
| Tirzas                        | Tirsensche Straße                                     |
| Toma                          | Thomasstraße                                          |
| Torgeles                      | Torgelsche Straße                                     |
| Torņa                         | Turmstraße                                            |
| Trauksmes                     | Alarmstraße                                           |
| Trījādības                    | Trinitatisstraße                                      |
| Trījādības mazā               | Kleine Trinitatisstraße                               |
| Trikātes                      | Trikatensche Straße                                   |
| Trokšņu                       | Lärmstraße                                            |
| Trokšņu mazā                  | Kleine Lärmstraße                                     |
| Tukuma                        | Tuckumer Straße                                       |
| Tulas                         | Tulasche Straße                                       |
| Tumes                         | Thomsdorfer Straße                                    |
| Turaidas                      | Treydensche Straße                                    |
| Turgeņeva                     | Turgenjewstraße                                       |
| Tuzova                        | Tusowstraße                                           |
| Tvaika                        | Dampfstraße                                           |
| Tvaikoņu                      | Dampfbootstraße                                       |
| Ūdens                         | Wasserstraße                                          |
| Ūdens mazā                    | Kleine Wasserstraße                                   |
| Ūdensvada                     | Kunststraße                                           |
| Ugāles                        | Ugahlensche Straße                                    |
| Ulbrokas                      | Ulenbrocksche Straße                                  |
| Unijas                        | Unionstraße                                           |
| Upeņu                         | Bocksbeerenstraße                                     |
| Upes                          | Flussstraße (Bachstraße)                              |
| Uzvaras parks                 | Siegesparkstraße (Peterparkstraße)                    |
| Vagoņu                        | Waggon                                                |
| Vainodes                      | Wainodensche Straße                                   |
| Vaivariņu                     | Porschstraße                                          |
| Valču                         | Walzwerkstraße                                        |
| Valdemāra                     | Waldemarstraße (Nikolaistraße)                        |
| Valentina                     | Valentinstraße                                        |
| Valguma                       | Walgumstraße (Grabenstraße)                           |
| Valkas                        | Walksche Straße                                       |
| Valmieras                     | Wolmarsche Straße                                     |
| Vaļņu, Kazarmu                | Wallstraße, Kasernenstraße                            |
| Vaļņu mazā                    | Kleine Wallstraße                                     |
| Vaļņumuižas                   | Wallhofsche Straße                                    |
| Valtera                       | Walterstraße                                          |
| Vanagu                        | Habichtstraße                                         |
| Vānes                         | Wahnensche Straße                                     |
| Varaklāņa                     | Warklansche Straße (Charkower Straße)                 |
| Vārnu                         | Rabenstraße                                           |
| Vārves                        | Warwensche Straße                                     |
| Varžu                         | Froschstraße                                          |
| Vasaras                       | Sommerstraße                                          |
| Vatsona                       | Watsonstraßen (Elbinger Straße)                       |
| Vāveres                       | Eichhörnchenstraße (Jurjewsche Straße)                |
| Vāveres mazā                  | Kleine Eichhörnchenstraße (Längsstraße)               |
| Vec                           | Altstraße                                             |
| Vec-Auces                     | Alt-Autzsche Straße                                   |
| Vecmoku                       | Altmockensche Straße                                  |
| Vecpils                       | Altenburgsche Straße                                  |
| Vecpilsēta                    | Altstadtstraße                                        |
| Vecsaules                     | Alt-Rahdensche Straße                                 |
| Vegeres                       | Weggensche Straße                                     |
| Vēja                          | Windstraße                                            |
| Ventspils                     | Windauer Straße                                       |
| Veru                          | Werrosche                                             |
| Vesera                        | Hammerstraße                                          |
| Vestienes                     | Festensche Straße                                     |
| Viestura dārzs                | Weesturgarten (Kaiserlicher Garten)                   |
| Vēžu                          | Krebsstraße                                           |
| Vidus                         | Mittelstraße                                          |
| Vidzemes šoseja               | Livländische Chaussee (Petersburger Chaussee)         |
| Vienības                      | Einigkeitstraße                                       |
| Vietalvas                     | Fehtelnsche Straße                                    |
| Vilandes                      | Felliner Straße                                       |
| Vilāņu                        | Vilansche Straße (Kalugasche Straße)                  |
| Vīlipa                        | Philippstraße                                         |
| Vilku                         | Wolfstraße                                            |
| Viļņas                        | Wilnasche Straße                                      |
| Vingrotāju                    | Turnerstraße                                          |
| Vircavas                      | Würzausche Straße                                     |
| Visby prospekts               | Wisby Prospekt                                        |
| Vitebskas                     | Witebsker Straße                                      |
| Vītolu                        | Weidenstraße (Espenstraße)                            |
| Volguntes                     | Wolgundsche Straße                                    |
| Zāģeru                        | Sägerstraße                                           |
| Zakšu                         | Sachsenstraße                                         |
| Zaķu                          | Hasenstraße                                           |
| Zaļā                          | Grünstraße                                            |
| Zaldatu                       | Soldatenstraße                                        |
| Zāļu                          | Grasstraße                                            |
| Zalvas                        | Salwensche Straße                                     |
| Zaru                          | Aststraße                                             |
| Zasulauka                     | Sassenhofsche Straße                                  |
| Zeļļu                         | Gesellenstraße                                        |
| Zemaišu                       | Schamaitensche Straße                                 |
| Zemites                       | Samitensche Straße                                    |
| Ziemeļu                       | Nordstraße                                            |
| Ziepju                        | Seifenstraße                                          |
| Zilupes                       | Silupestraße (Lettenstraße)                           |
| Zirgu                         | Pferdestraße                                          |
| Zirgu mazā                    | Kleine Pferdestraße                                   |
| Zirņu                         | Erbsenstraße                                          |
| Zolitudes                     | Solitüdenstraße                                       |
| Zutenes                       | Suttensche Straße                                     |
| Zvaigžņu                      | Sternstraße                                           |
| Zvanu                         | Glockenstraße                                         |
| Zvejnieku                     | Fischerstraße                                         |
| Zvirbuļu                      | Sperlingstraße                                        |
| Žīdu                          | Hebräerstraße                                         |
| Žubišu                        | Finkenstraße                                          |

## Weitere geografische Objekte in Riga (Auswahl)
Neben den Straßennamen bestehen auch für weitere geografische Objekte in Riga deutschsprachige Namen.
| Lettischsprachiger Name | Deutschsprachiger Name |
| ----------------------- | ---------------------- |
| Bastejkalns             | Basteiberg             |
| Centrs                  | Neustadt               |
| Daugava                 | Düna                   |
| Daugavgrīva             | Dünamünde              |
| Esplanāde               | Esplanade              |
| Ķīpsala                 | Kiepenholm             |
| Kronvalda parks         | Schützengarten         |
| Maskavas forštate       | Moskauer Vorstadt      |
| Mežaparks               | Kaiserwald             |
| Pilsētas kanāls         | Stadtkanal             |
| Timma tilts             | Timmbrücke             |
| Vērmanes dārzs          | Wöhrmannscher Garten   |
| Zaķusala                | Hasenholm              |
| Zunds                   | Sund                   |